# Calocedrus formosana
Calocedrus formosana ist eine Pflanzenart aus der Gattung der Weihrauchzedern (Calocedrus). Es handelt sich dabei um einen stark gefährdeten Endemiten im nördlichen und zentralen Teil der Insel Taiwan.

## Beschreibung

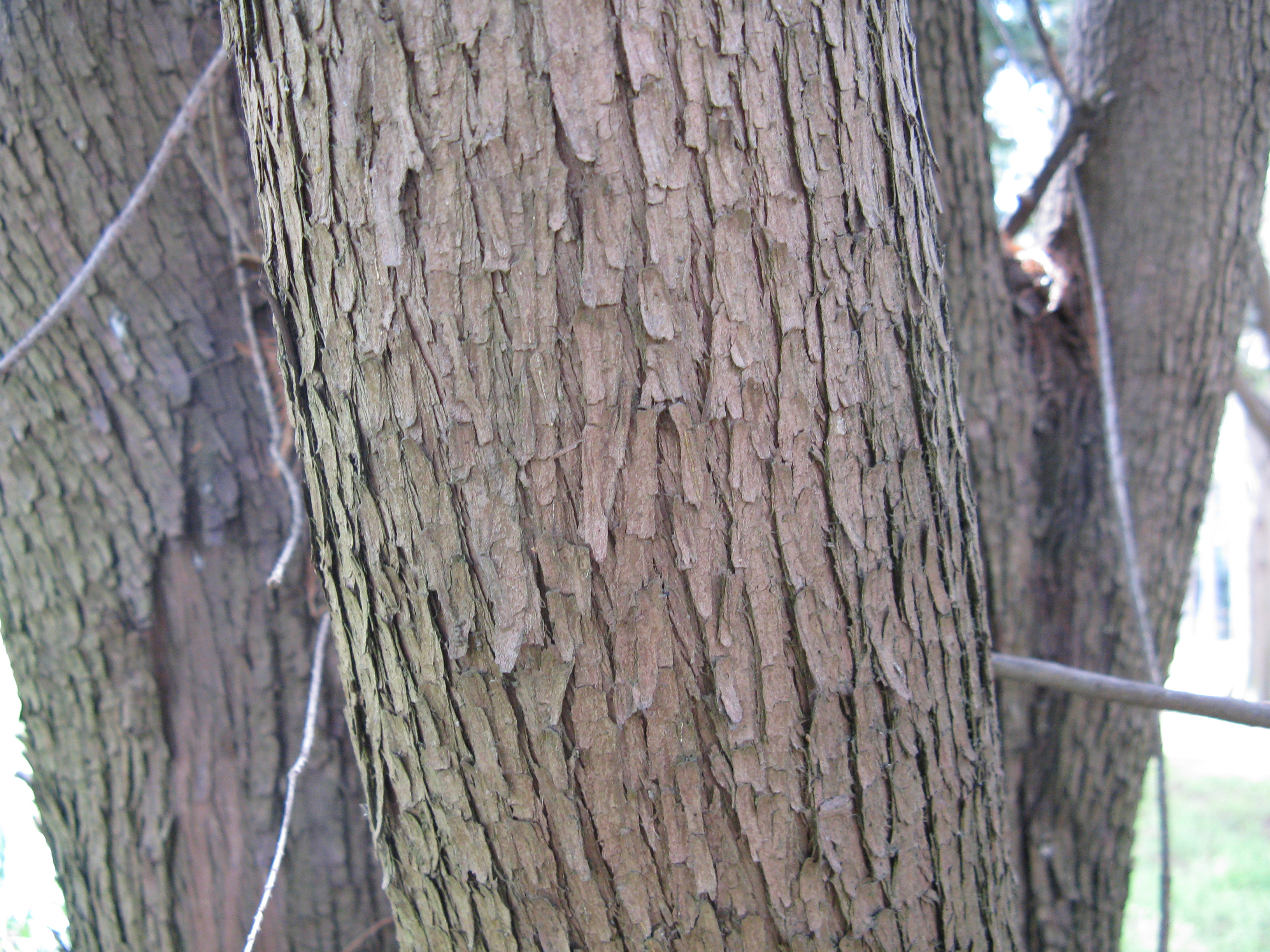
Borke

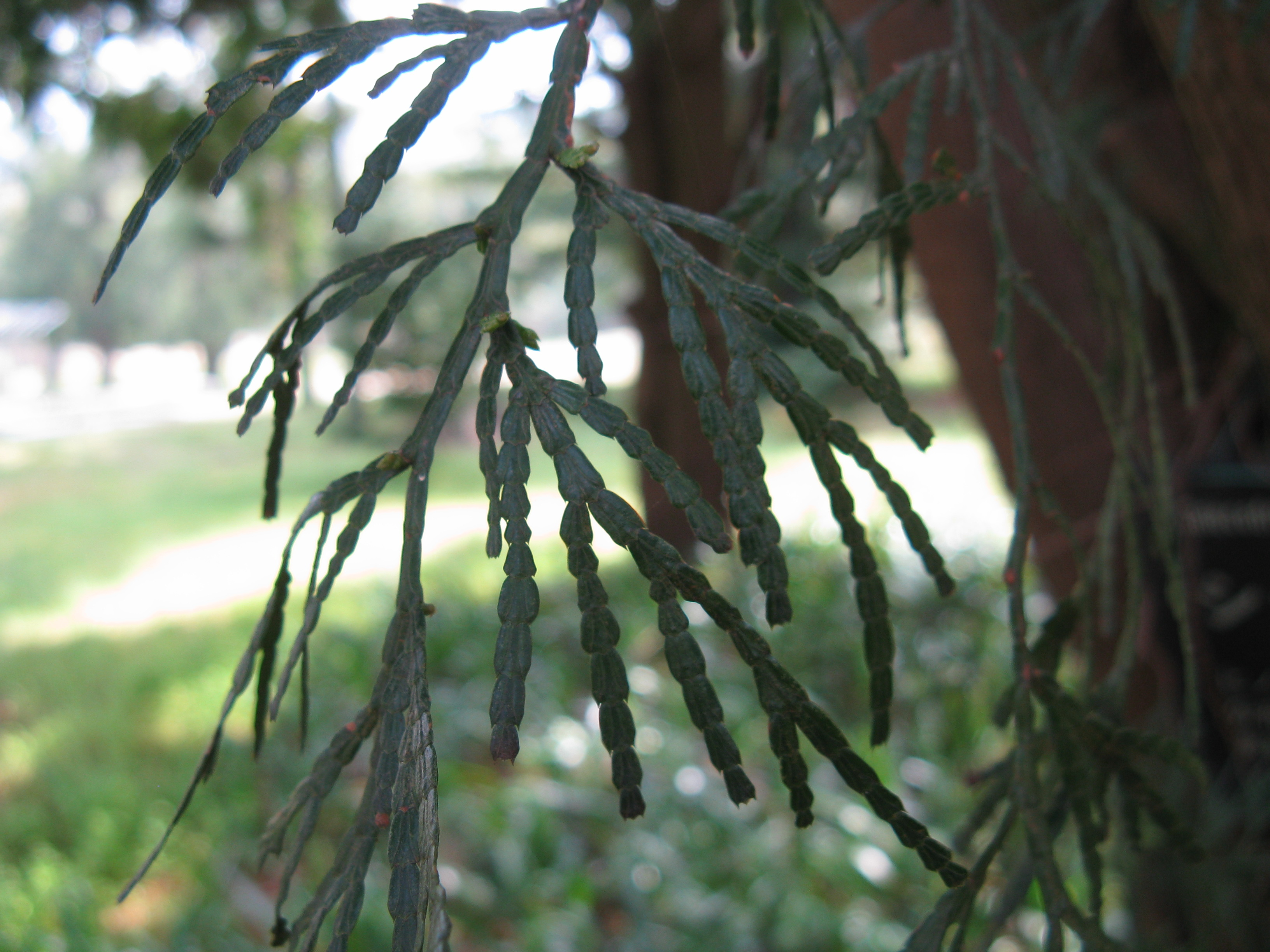
Zweig mit Blättern

Calocedrus formosana wächst als immergrüner Baum, der Wuchshöhen von bis über 25 Metern erreichen kann. Der Stamm wächst häufig gekrümmt und die im Alter rissige, in Streifen abblätternde Borke ist purpur-rotbraun gefärbt. Der Stammdurchmesser erreicht über 1,5 Meter.
Die kreuzgegenständig, meist zu viert, dachig in Wirteln angeordneten Blätter sind entlang der Zweige dimorph, es gibt also zwei unterschiedliche Blattpaare am Knoten. Das eine Blattpaar ist abgeflacht und das seitliche Blattpaar ist kahnförmig. Die bis 3,5 Millimeter langen, schuppenförmigen Blätter besitzen eine am Zweig herablaufende Basis und ein stumpfes oberes Ende. Die Blattoberseite ist dunkel-grün und die Unterseite blass-grün gefärbt.
Die bei einer Länge von 1 bis 1,5 Zentimeter länglichen, weiblichen Zapfen sind leicht gebogen. Sie enthalten sechs Zapfenschuppen, wobei nur die zwei mittigen Samen tragen. Diese Zapfenschuppen tragen jeweils ein oder zwei, 8 bis 12 Millimeter große, geflügelte Samen.
Die Chromosomenzahl beträgt 2n = 22.

## Vorkommen
Das natürliche Verbreitungsgebiet von Calocedrus formosana umfasst den Norden und das Zentrum von Taiwan.
Calocedrus formosana gedeiht in Höhenlagen von 33 bis 1900 Metern. Sie wächst vor allem in immergrünen Misch- sowie in Nebelwäldern.

## Nutzung
Das duftende, relativ leichte, weiche Holz findet unter anderem als Bau-, Möbel- und als Brennholz Verwendung. Es ist ähnlich wie jenes von Calocedrus macrolepis.

## Systematik
Die Erstbeschreibung als Libocedrus formosana erfolgte 1930 durch Carl Rudolf Florin in Svensk Botanisk Tidskrift 24 126, S. 2. 1956 überführte Carl Rudolf Florin diese Art in Taxon, Band 5 (8), S. 192 in die Gattung der Weihrauchzedern (Calocedrus). Weitere Synonyme für Calocedrus formosana (Florin) Florin sind unter anderem Calocedrus macrolepis var. formosana (Florin) W.C.Cheng & L.K.Fu, Heyderia formosana (Florin) H.L.Li und Libocedrus macrolepis var. formosana (Florin) Kudô.

## Gefährdung und Schutz
Calocedrus formosana wird in der Roten Liste der IUCN als „stark gefährdet“ geführt. Es wird jedoch darauf hingewiesen, dass eine neuerliche Überprüfung der Gefährdung nötig ist. Als Hauptgefährdungsgründe werden der Holzeinschlag und die Umstellung der Wälder zur forstwirtschaftlichen Nutzung genannt.